# Canto, Bebo e Choro - Ao Vivo
Canto, Bebo e Choro - Ao Vivo é um álbum ao vivo do cantor sertanejo Leonardo lançado no dia 31 de agosto de 2018 pela Talismã Music. Trata-se de um projeto de regravações, seguindo a mesma linha dos projetos Cabaré (gravado pelo cantor juntamente com Eduardo Costa) e Bar do Leo. 
Gravado no dia 11 de abril de 2018 no Villa Country em São Paulo (SP), o projeto traz regravações de grandes sucessos como "Devolva a Passagem" (sucesso de Zé do Rancho e Zé do Pinho regravado por Leonardo e seu irmão Leandro em 1996), "Ponto Negro", de Chitãozinho & Xororó, "Pare Com Isso", de João Mineiro & Marciano, entre outros. O repertório vai desde Tião Carreiro & Pardinho a Eduardo Costa.

## Lista de faixas
| CD             | | |                                                                                      |         |  |
| N.º            | Título | Compositor(es) | Artista original                                                                     | Duração |  |
| 1.             | "Amor Rebelde" | Adãozito / José Barreto | Chico Rey & Paraná                                                                   | 2:58    |  |
| 2.             | "Coração Está em Pedaços" | Zezé Di Camargo | Zezé Di Camargo & Luciano                                                            | 3:50    |  |
| 3.             | "Perder Você é Abraçar a Solidão" | Nilton Lamas / Jair Roberto | Chico Rey & Paraná                                                                   | 2:41    |  |
| 4.             | "Homens" | José Rico | Milionário & José Rico                                                               | 3:52    |  |
| 5.             | "Devolva a Passagem" | Ronaldo Adriano / Zé do Rancho | Zé do Rancho & Zé do Pinho (depois regravada por Leandro & Leonardo no disco de 1996 | 3:18    |  |
| 6.             | "Você Marcou Pra Mim" | Waldemar De Freitas Assunção / Constantino Mendes | Ataíde & Alexandre                                                                   | 3:26    |  |
| 7.             | "Acabou o Amor" | Pinocchio | Eduardo Costa                                                                        | 3:25    |  |
| 8.             | "Biquini Bordô" | Neno / Rosa Quadros / Ronaldo Adriano | Trio Parada Dura                                                                     | 3:13    |  |
| 9.             | "Chora Peito" | Chrystian / Ralf | Chrystian & Ralf                                                                     | 3:32    |  |
| 10.            | "Quem é Que Chora Por Mim" | Alexandre / Netto / Fátima Leão | Adalberto & Adriano                                                                  | 3:48    |  |
| 11.            | "Ponto Negro" | Barnabe | Chitãozinho & Xororó                                                                 | 2:48    |  |
| 12.            | "Pare Com Isso" | Marciano / Darci Rossi | João Mineiro & Marciano                                                              | 2:36    |  |
| 13.            | "Cicatriz" | Jotha Luiz / Alexandre / Carlos Eduardo | Renê & Ronaldo                                                                       | 3:22    |  |
| 14.            | "Pot-Pourri (Acústico): Pense em Mim / Talismã / Não Olhe Assim / Essa Noite Foi Maravilhosa (Wonderful Night) / Entre Tapas e Beijos" | Douglas Maio/Zé Ribeiro/Mario Soares Michael Sullivan / Paulo Massadas César Augusto / César Rossini Eric Clapton - Versão: Paulinho Rezende Nilton Lamas | Leandro & Leonardo                                                                   | 13:24   |  |
| 15.            | "Noite de Tortura" | Chrystian / Ralf | Chrystian & Ralf                                                                     | 3:02    |  |
| 16.            | "O Homem da Sua Vida" | Matogrosso / Don Giovanni | Matogrosso & Mathias                                                                 | 3:02    |  |
| 17.            | "Estrela de Ouro" | José Baptista / Antônio Barros | Tião Carreiro & Pardinho                                                             | 3:07    |  |
| 18.            | "Amigos de Bar" | Teodoro / Alcino Alves | Teodoro & Sampaio                                                                    | 2:59    |  |
| Duração total: | Duração total: | Duração total: | Duração total:                                                                       | 1:08:00 |  |

## Músicos
- Rodrigo Schubert - piano
- Samuel Pompeo - saxofone e flauta
- Daniel Venteu - violão
- Giovanni Alencar - guitarra
- Pedro Ivo, Vinícius Paschoal[5] - baixo
- Cláudio Baeta - bateria
- Junior Maya - acordeom e produção musical
- Teneson Caldas, Azeitona Trompete - trompete
- Aramis Rocha, Guilherme Sotero, Ugo Kageyama, Robson Rocha, Thais Morais, Carolina Camargo Duarte - violinos
- Daniel Pires, Gleice Costa - viola
- Deni Rocha, Thais Duarte - cello
- Jorginho Neto - trombone

## Desempenho nas tabelas musicais
CD
| Paradas (2018)              | Melhor posição |
| --------------------------- | -------------- |
| Brasil (iTunes Album Chart) | 9              |